# 稻核橋
稻核橋（日语：／）是日本長野縣松本市的一座公路桥梁，承载日本158號國道跨越信濃川水系的梓川，当前使用的橋为第四代桥梁，第一代和第二代桥梁早已拆除。